# Бустон (город)
Бусто́н (тадж. Бӯстон; до 2016 года — Чка́ловск, тадж. Чкалов) — город в Согдийской области Республики Таджикистан.
Расстояние от города до областного центра (г. Худжанд) — 10 км, до г. Душанбе — 351 км.

## История
Город основан в 1941 году как посёлок Чкалов при Ленинабадском горно-химическом комбинате (Соцгород 6), посёлок городского типа с 9 февраля 1944 года. В 1945 году в Чкаловск, на урановые рудники были направлены бывшие пленные солдаты Русской освободительной армии. Это первенец атомной промышленности СССР: из урана, добытого и обогащённого здесь, запущен первый атомный реактор и сделана первая советская атомная бомба.
Во времена СССР Чкаловск, как объект стратегического значения, являлся закрытым городом, имеющим почтовый адрес Ленинабад-30 и Ленинабад-34. Название Чкаловск было получено позже.
Указом Президиума Верховного Совета Таджикской ССР (город Сталинабад, № 122 от 10 августа 1956 года) Соцгород 6 комбината Ленинабадской области преобразован в город областного подчинения с присвоением ему наименования — Чкаловск.
В городе расположен автобусный завод, завод горного оборудования и аффинажный цех.
25 июня 2015 года на второй Сессии Маджлиса народных депутатов Чкаловска было решено переименовать город в Шохкант. Однако 1 февраля 2016 года постановление правительства республики, подписанное президентом Таджикистана Э. Рахмоном, было представлено на рассмотрение парламенту с названием Бустон. Решением Хукумата Республики Таджикистан № 29 от 2 февраля 2016 года и Постановлением Национального Совета Высшего Собрания РТ № 204 от 3 марта 2016 года Чкаловск переименован в Бустон.

## Население
С момента основания города в 1946 году в него по распределению присылали специалистов из различных регионов СССР, тем самым делая город интернациональным, а в поздний советский период и в последующий период независимого Таджикистана, на фоне всеобщей стагнации экономики и открытия железного занавеса, город покинуло множество прежних жителей, вместе с тем переселение местного населения из близлежащих поселений изменило этнический состав города. В последнее время численность населения стала увеличиваться (с недавних 26 000). Сегодня его составляют в основном таджики.
Население города по оценке на 1 января 2022 года составляет 35 000 человек, с подчинённым населённым пунктом — посёлком Палас (3400) — 38 400 человек..
| Численность населения | Численность населения | Численность населения | Численность населения | Численность населения | Численность населения | Численность населения | Численность населения |
| 2003                  | 2004                  | 2005                  | 2006                  | 2007                  | 2008                  | 2009                  | 2019                  |
| --------------------- | --------------------- | --------------------- | --------------------- | --------------------- | --------------------- | --------------------- | --------------------- |
| 24 400                | ↗24 600               | ↗24 800               | ↗25 300               | ↗25 700               | ↗26 000               | ↗27 600               | ↗36 000               |
| 2020                  | 2021                  | 2022                  |                       |                       |                       |                       |                       |
| ↗36 900               | ↗37 100               | ↗38400                |                       |                       |                       |                       |                       |

## Председатели города
По данным информационного стенда исполнительного органа власти города Чкаловска, начиная с 1956 года город возглавляли:
- Тохирова Угулой (1956—1965);
- Ахмедов Нумон Бурхонович (1965—1969);
- Абдуллоева Рано Шарафовна (1969—1971);
- Гришина Раиса Михайловна (1971—1974);
- Щеблетова Полина Сергеевна (1974—1987);
- Желтов Валерий Дмитриевич (1987—1988);
- Борода Александр Иванович (1988—1994);
- Шакиров Джура Рахмонович (1994—1997);
- Иброхимов Иброхим Сангинович (1997—2003);
- Бобоев Собит Абдуллоевич (2003—2005);
- Абдуназаров Хусрав Насруллоевич (2005—2006);
- Бобоев Шавкат Бобораджабович (2006—2012);
- Давлатзода Рухсора (2012—2017);
- Зоиров Джамшед (2017—2018);
- Хашимзода Рано (2018—2021);
- Азизов Мансурджон (2021—2022);
- Муини Мавсума Муинзода (2022—2023);
- Гаффорзода Нигорахон (с 2023)

## Улицы
| - 1 мая, ул. - 25-летия независимости, ул. (бывш.: Калинина) - 43-й квартал - А. Баротова, ул. (бывш.: Московская) - А. Джоми, ул. (бывш.: Орджоникидзе) - А. Дониша, ул. (бывш.: Кайраккумская) - Айни, ул. - Ансори, ул. (бывш.: Павлова) - Ахмедова, ул. (бывш.: Крупской) - Бахористон, ул. (бывш.: Новая) - Бобоева, ул. (бывш.: Кошевого) - Б. Гафурова, ул. - Б. Рахимзаде (бывш.: Аэрофлотская) - Бустон, ул. - Галаба, квартал (бывш.: Победы) - Джавони, квартал (бывш.: Заозерный) - Джура Зокира, ул. (бывш.: Красноармейская) - Душанбе, ул. (бывш.: Чапаева) - Зеленая, ул. - Ленинабадская, ул. - Интернациональная, ул. - Камола Худжанди, ул. | - Исмоили Сомони, проспект - Карима Абдулло, ул. (бывш.: Киевская) - Каххора Махкамова, ул. (бывш.: Кутузова) - Клубина, ул. - Космонавтов, квартал - Курбона Раджабова, ул. (бывш.: Энгельса) - Куруши Кабир, ул. (бывш.: Чкалова) - Курчатова, ул. - Ленина, ул. - Опланчука, ул. - М. Горького, ул. - М. Миршакара, ул. (бывш.: Свердлова) - М. Турсунзаде, ул. (бывш.: Говорова) - Максуджона Максудова, ул. (бывш.: Щорса) - Масаидова, ул. (бывш.: К. Маркса) - Мехргон, ул. (бывш.: Пугачева) - Мира, ул. - Н. Махсума, ул. (бывш.: Лермонтова) - Навбахор, ул. (бывш.: Чехова) - Некрасова, ул. - Новочеркасская, ул. - Новый, квартал | - Пушкина, ул. - Раджаба Рахмонкулова, ул. (бывш.: Осипенко) - Радищева, ул. - Рахима Джалила, ул. (бывш.: Южная) - Рохи Обод, ул. (бывш.: Дорожная) - Рудаки, ул. - Садовая, ул. - Саноатчиен, ул. - Северная, ул. - Сино, ул. (бывш.: П. Лумумбы) - Снежинская, ул. - Сотима Улугзаде, ул. (бывш.: Краснознаменная) - Спартака, ул. - Театральная, ул. - Темурмалика, ул. (бывш.: Октябрьская) - Файзиева ул - Фотеха Ниязи, ул. (бывш.: Гагарина) - Х. Усманова, ул. (бывш.: Пионерская) - Хамза Пулотова, ул. (бывш.: Комсомольская) - Ходжибобо Шокирова, ул. (бывш.: Ходжентская) - Хувайдуллоева, ул. (бывш.: Советская) - Хуршеда Бекова, ул. (бывш.: К. Цеткин) - Школьная, ул. |

## Почётные граждане
Звание почётных граждан города Чкаловска (в скобках год присвоения) получили:
- Опланчук Владимир Яковлевич (посмертно, 2005 г.);
- Надыров Хамза Хамидович (1999 г.);
- Юсуфджанова Мархабо Юсуповна (1988 г.);
- Шульгин Александр Алексеевич (1993 г.);
- Дехканов Амонбой (1994 г.);
- Чеботарев Иван Васильевич (1996 г.);
- Корнеев Юрий Александрович (1996 г.);
- Ишмаева Надия Аминовна (1996 г.);
- Ларин Валерий Константинович (1996 г.);
- Федченко Александр Александрович (1997 г.);
- Игнатова Валентина Павловна (1996 г.);
- Чадайкин Николай Михайлович (1997 г.);
- Кушнир Револьд Юрьевич (1998 г.);
- Касымов Сайфудин (1998 г.);
- Мороз Николай Степанович (1999 г.);
- Кобзев Николай Емельянович (2000 г.);
- Афанасьев Григорий Галактионович (2000 г.);
- Зеври Абдужемилов (2002 г.);
- Гусаков Эдуард Григорьевич (2004 г.);
- Аминов, Башир Атаевич (2004 г.);
- Назаренко Виктор Иванович (2004 г.);
- Холик Мусоев (2005 г.);
- Акопьянц Сурен Месропович (2005 г.);
- Файн Соломон Изралиевич (2005 г.);
- Ахмедов Джамол Джамолович (2006 г.);
- Щеблетова Полина Сергеевна (2006 г.);
- Леплявкин Дмитрий Валерианович (2007 г.);
- Шакиров Джура Рахмонович (2007 г.);
- Бушай Николай Макарович (2007 г.);
- Саидов Вохид (2008 г.);
- Хакимов Нуманджан (2008 г.);
- Федорин Борис Всеволодович (2009 г.);
- Ибрагимов Ибрагим Сангинович (2009 г.);
- Мухамедсаидов Набихон (2009 г.);
- Поччоев Мухиддин Абдукудусович (2009 г.);
- Абдулов Карим (2009 г.);
- Муминов Абдугафор (2009 г.);
- Косимов Шарифджон (2014 г.);
- Кулдашев Улугбек Хасанович (2022 г.).

## Спорт
- 1-2 мая 1935 года Сергей Ляхов установил своеобразный неповторённый рекорд — превысил рекорды СССР в трёх видах метаний: толкании ядра, метании диска и молота. В память об этом в Чкаловске с 1975 года начал проводиться Мемориал (более 400 участников в 1987 году).[13]

## Религия
В городе имеется мечеть и православный храм Иверской иконы Божией Матери (РПЦ).

## Образование
Горно-металлургический институт Таджикистана создан в 2006 году, техникумы, школы. В городе имеется два русскоязычных образовательных учреждения — гимназия № 1 и школа № 4 имени В. Я. Опланчука.

## Города-побратимы
- Снежинск (Россия)